# Europsko prvenstvo u nogometu za žene – Finska 2009.
Europsko prvenstvo u nogometu za žene 2009. održano je od 23. kolovoza 2009. do 10. rujna 2009. u Finskoj, a naslov europskih prvakinja osvojila je reprezentacija Njemačke. Prvi puta sudjelovalo je 12 umjesto 8 reprezentacija.

## Sudionice
Izravno i u razigravanju se plasiralo dvanaest pobjednica.
| Skupina A  | Skupina B | Skupina C |
| ---------- | --------- | --------- |
| Finska     | Njemačka  | Švedska   |
| Ukrajina   | Island    | Engleska  |
| Danska     | Norveška  | Rusija    |
| Nizozemska | Francuska | Italija   |

## Gradovi domaćini
| Tampere                 | Lahti             | Turku            |
| ----------------------- | ----------------- | ---------------- |
| Ratina-Stadion          | Stadion Lahti     | Veritas Stadion  |
| Kapacitet: 17.000       | Kapacitet: 14.500 | Kapacitet: 9.000 |
|                         |                   |                  |
| Helsinki                | Helsinki          |                  |
| Olympiastadion Helsinki | Sonera Stadium    |                  |
| Kapacitet: 40.000       | Kapacitet: 11.000 |                  |
|                         |                   |                  |

- Tampere: Stadion Ratina nogometnog kluba Tampere United ima kapacitet oko 17.000 mjesta. Tampere je grad na južno zapadnom dijelu Finske i ima oko 215.227 stanovnika (procjena 2011.).
- Lahti: Stadion Lahti nogometnog kluba Lahti ima kapacitet za 14.465 gledatelja. Grad Lahti je smješten na jezeru Vesijärvi i ima oko 102.316 stanovnika (procjena 2011.).
- Turku: Na stadionu Veritasu nogometnih kluba Turuna Palloseure i Intera ima 9000 mjesta za gledatelje. Turku je grad sa 178.685 stanovnika (procjena 2011.).
- Helsinki: Olimpijski stadion je najveći stadion u Finskoj i ima mjesta za 40.000 gledatelja a redovno ga koristi Finska nogometna reprezentacija. Drugi stadion održanih utakmica europskog nogometnog prvenstva za žene u Helsinkiju je bio stadion Sonera nogometnog kluba HJK Helsinki koji ima mjesta za 10.770 gledatelja. Helsinki je glavni grad Finske, smješten je na Finskom zaljevu i ima 595.554 stanovnika (procjena 2011.).

## Skupine

### Skupina A
| RBR | Država     | Pob | Ner | Por | Gol | Bod |
| --- | ---------- | --- | --- | --- | --- | --- |
| 1   | Finska     | 2   | 0   | 1   | 3:2 | 6   |
| 2   | Nizozemska | 2   | 0   | 1   | 5:3 | 6   |
| 3   | Danska     | 1   | 0   | 2   | 3:4 | 3   |
| 4   | Ukrajina   | 1   | 0   | 2   | 2:4 | 3   |

| 23. kolovoza 2009. u Turku    |   |            |           |
| Ukrajina                      | – | Nizozemska | 0:2 (0:2) |
| 23. kolovoza 2009. u Helsinki |   |            |           |
| Finska                        | – | Danska     | 1:0 (0:0) |
| 26. kolovoza 2009. u Helsinki |   |            |           |
| Ukrajina                      | – | Danska     | 1:2 (0:0) |
| 26. kolovoza 2009. u Helsinki |   |            |           |
| Nizozemska                    | – | Finska     | 1:2 (1:1) |
| 29. kolovoza 2009. u Helsinki |   |            |           |
| Finska                        | – | Ukrajina   | 0:1 (0:0) |
| 29. kolovoza 2009. u Lahti    |   |            |           |
| Danska                        | – | Nizozemska | 1:2 (0:0) |

### Skupina B
| RBR | Država    | Pob | Ner | Por | Gol  | Bod |
| --- | --------- | --- | --- | --- | ---- | --- |
| 1   | Njemačka  | 3   | 0   | 0   | 10:1 | 9   |
| 2   | Francuska | 1   | 1   | 1   | 05:7 | 4   |
| 3   | Norveška  | 1   | 1   | 1   | 02:5 | 4   |
| 4   | Island    | 0   | 0   | 3   | 01:5 | 0   |

| 24. kolovoza 2009. u Tampere  |   |           |           |
| Njemačka                      | – | Norveška  | 4:0 (1:0) |
| 24. kolovoza 2009. u Tampere  |   |           |           |
| Island                        | – | Francuska | 1:3 (1:1) |
| 27. kolovoza 2009. u Tampere  |   |           |           |
| Francuska                     | – | Njemačka  | 1:5 (0:3) |
| 27. kolovoza 2009. u Lahti    |   |           |           |
| Island                        | – | Norveška  | 0:1 (0:1) |
| 30. kolovoza 2009. u Tampere  |   |           |           |
| Njemačka                      | – | Island    | 1:0 (0:0) |
| 30. kolovoza 2009. u Helsinki |   |           |           |
| Norveška                      | – | Francuska | 1:1 (1:1) |

### Skupina C
| RBR | Država   | Pob | Ner | Por | Gol | Bod |
| --- | -------- | --- | --- | --- | --- | --- |
| 1   | Švedska  | 2   | 1   | 0   | 6:1 | 7   |
| 2   | Italija  | 2   | 0   | 1   | 4:3 | 6   |
| 3   | Engleska | 1   | 1   | 1   | 5:5 | 4   |
| 4   | Rusija   | 0   | 0   | 3   | 2:8 | 0   |

| 25. kolovoza 2009. u Lahti    |   |          |           |
| Engleska                      | – | Italija  | 1:2 (1:0) |
| 25. kolovoza 2009. u Turku    |   |          |           |
| Švedska                       | – | Rusija   | 3:0 (2:0) |
| 28. kolovoza 2009. u Turku    |   |          |           |
| Italija                       | – | Švedska  | 0:2 (0:2) |
| 28. kolovoza 2009. u Helsinki |   |          |           |
| Engleska                      | – | Rusija   | 3:2 (3:2) |
| 31. kolovoza 2009. u Helsinki |   |          |           |
| Rusija                        | – | Italija  | 0:2 (0:0) |
| 31. kolovoza 2009. u Turku    |   |          |           |
| Švedska                       | – | Engleska | 1:1 (1:1) |

### Četvrtfinale
| 3. rujna 2009. u Turku    |   |           |                               |
| Finska                    | – | Engleska  | 2:3 (0:1)                     |
| 3. rujna 2009. u Tampere  |   |           |                               |
| Nizozemska                | – | Francuska | 0:0, 5:4 nakon jedanaesteraca |
| 4. rujna 2009. u Lahti    |   |           |                               |
| Njemačka                  | – | Italija   | 2:1 (1:0)                     |
| 4. rujna 2009. u Helsinki |   |           |                               |
| Švedska                   | – | Norveška  | 1:3 (0:2)                     |

### Polufinale
| 6. rujna 2009. u Tampere  |   |            |                           |
| Engleska                  | – | Nizozemska | 1:1, 2:1 nakon produžetka |
| 7. rujna 2009. u Helsinki |   |            |                           |
| Njemačka                  | – | Norveška   | 3:1 (0:1)                 |

### Finale
| 10. rujna 2009. u Helsinki |   |          |           |
| Engleska                   | – | Njemačka | 2:6 (1:2) |

## Najbolji strijelci
| Rang | Igračica                  | Golovi |
| ---- | ------------------------- | ------ |
| 1    | Inka Grings               | 6      |
| 2    | Eniola Aluko              | 3      |
| 2    | Fatmire Bajramaj          | 3      |
| 2    | Victoria Sandell Svensson | 3      |
| 2    | Kelly Smith               | 3      |

## Sutkinje
Sa strane UEFE su bile za svih 25 utakmica nominirane devet sutkinja, dvanaest pomoćnih sutkinja i tri kao četvrta sutkinja.
| Sutkinje | Pomoćne sutkinje | Četvrta sutkinja                                         |
| --- | --- | -------------------------------------------------------- |
| - Natalja Awdontschenko - Dagmar Damková - Cristina Dorcioman - Gyöngyi Gaál - Kirsi Heikkinen - Alexandra Ihringova - Kateryna Monsul - Jenny Palmqvist - Bibiana Steinhaus | - Ella de Vries - Helen Karo - Judit Kulcsár - Corinne Lagrange - Mária Lisická - Tonja Paavola - Lada Rojc - Romina Santuari - Hege Steinlund - María Luisa Villa Gutiérrez - Natalie Walker - Marina Wozniak | - Efthalia Mitsi - Christina Pedersen - Julia Medwedjewa |

## Vanjske poveznice
|  | Zajednički poslužitelj ima još gradiva o temi Europsko prvenstvo u nogometu za žene – Finska 2009. |

- Europsko prvenstvo u nogometu za žene na uefa.com  Arhivirana inačica izvorne stranice od 31. siječnja 2010. (Wayback Machine)
- Službena stranica Europske nogometne organizacije (UEFA)

| Europska prvenstva u nogometu za žene | Europska prvenstva u nogometu za žene |
| --- | ------------------------------------- |
| |                                       |
| Engleska/Švedska 1984. • Norveška 1987. • Zapadna Njemačka 1989. • Danska 1991. • Italija 1993. • Njemačka 1995. • Norveška/Švedska 1997. • Njemačka 2001. • Engleska 2005. • Finska 2009. • Švedska 2013. |                                       |

| Europska prvenstva u nogometu za žene | Europska prvenstva u nogometu za žene |
| --- | ------------------------------------- |
| |                                       |
| Engleska/Švedska 1984. • Norveška 1987. • Zapadna Njemačka 1989. • Danska 1991. • Italija 1993. • Njemačka 1995. • Norveška/Švedska 1997. • Njemačka 2001. • Engleska 2005. • Finska 2009. • Švedska 2013. |                                       |